# جرائم القتل بمحل زبادي بأوستن عام 1991
جرائم القتل بمحل زبادي بأوستن عام 1991 هي قضية مفتوحة في مدينة أوستن بولاية تكساس.
في 6 ديسمبر عام 1991، تمت سرقة وإحراق محل زبادي وحلويات بعد أن قتل الأربع فتيات المراهقات الاتي كانوا بداخله. جثث «أمي أيرز» (أحياناً تنطق «أيرس») البالغة  من العمر 13 عامًا و«جنيفر هاربيسون» البالغة من العمر 17 عامًا وأختها «ساره» البالغة من العمر 15 عامًا و«إلايزا توماس» البالغة من العمر 17 عامًا، تم اكتشافهم بعد إخماد الحريق.
جنيفر وإلايزا كانتا موظفتان بالمحل، وكانا يعمل بنوبة بعد الظهر. أختها سارة وصديقتها أمي أيرز كانتا قد خططا لمبيت الليلة مع بعضهم، وقد قضيا اليوم في مول نورسقروس القريب من المحل. وكانوا في المحل للمساعدة في الإغلاق ولتوصلهم جنيفر إلى المنزل.
التحقيق الرئيسي أستمر حوالي ثمان سنوات. وأعترف رجلين في البداية بارتكابهم الجريمة وتمت إدانتهم، ولكن تم إطلاق سراحهم لاحقًا في 2009 لعدم كفاية الأدلة. ولم يتم رفع دعاوي أخرى ولاتزال التغطية الإلامية المحلية مستمرة. وبداية من 2016، تابعت وحدة الجرائم الباردة بإدارة شرطة أوستن، ملاحقة هوية ذكر مجهول باستخدام حمض نووي عثر عليه على أصغر الضحايا.